# Galería en miniatura de los más célebres periodistas, folletistas y articulistas de Madrid
Galería en miniatura de los más célebres periodistas, folletistas y articulistas de Madrid, que lleva el subtítulo de Por dos bachilleres y un dómine, es un diccionario biográfico de Manuel Eduardo de Gorostiza, publicado en la capital española en 1822.

## Descripción

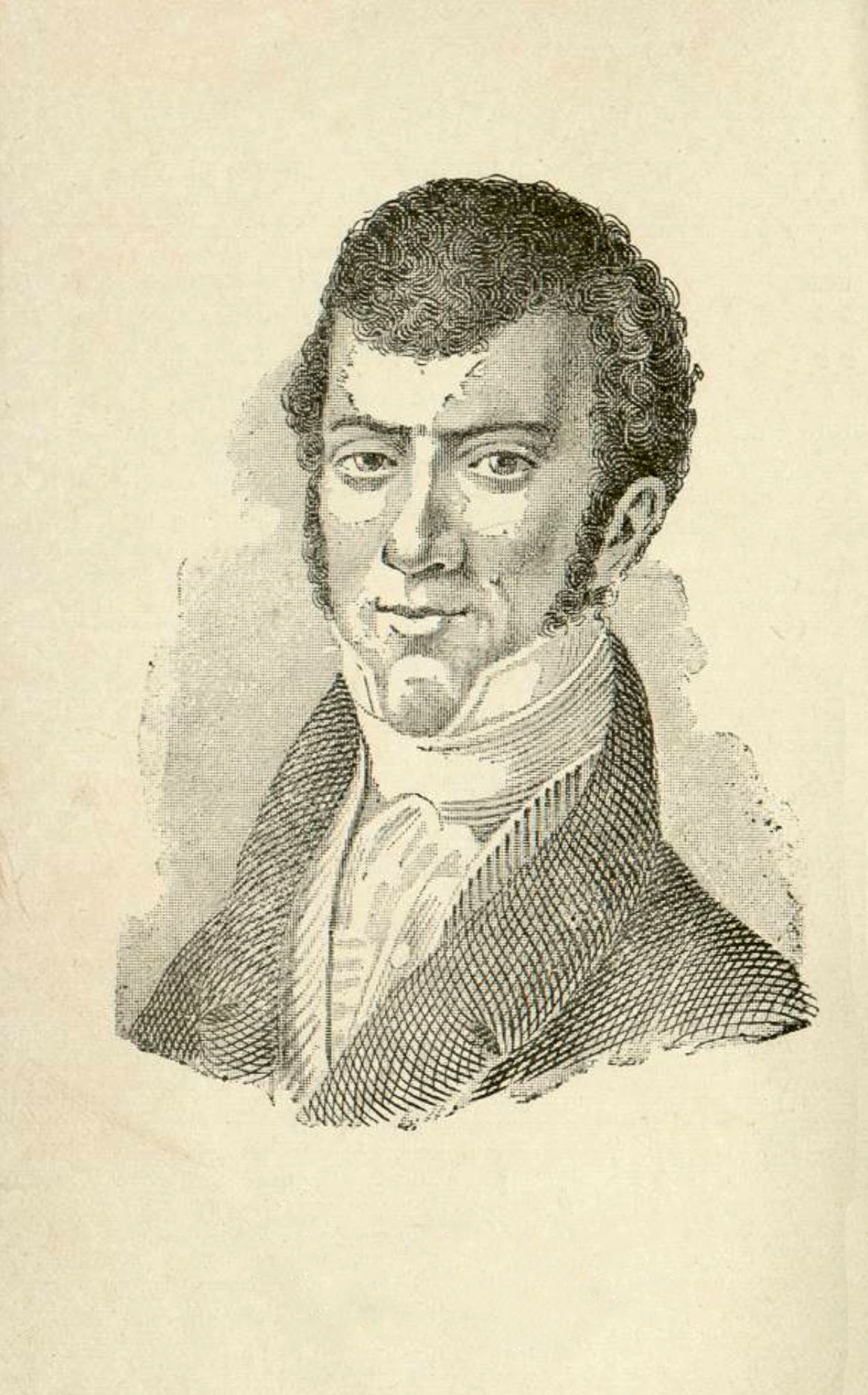
Manuel Eduardo de Gorostiza (1789-1851), autor de la obra

La obra, que vio la luz en 1822 en la matritense imprenta de Eusebio Álvarez, contiene una serie de retazos biográficos de personas de la capital que entregaron su pluma al periodismo y a la confección de artículos. Díaz Noci, si bien la califica de «obra menor», la señala como uno de los pocos «diccionarios de periodistas con criterios científicos o no» de la época. López Tabar, por su parte, habla de una «utilísima guía para los estudios del Trienio». «[...] no hay deuda que no se pague... Los señores Periodistas habían escapado hasta ahora en una tabla... ya no podrán decir otro tanto. Esta Galería contiene algunos bosquejos que sino son parecidos, no será por falta de voluntad de nuestra parte», señala el autor en el prólogo, en el que asevera que la confección del diccionario se ha guiado por «rebolucion, anarquía», una «ensalada italiana». Ese mismo año, se publicó un apéndice a la galería, con 31 páginas adicionales de información.